# Бремя белого человека (фильм)
«Бремя белого человека» (англ. White Man's Burden) — кинофильм. Фильм — социальная фантастика о расизме в альтернативной Америке, где чёрные и белые американцы изменили культурные роли. Фильм был срежиссирован Десмондом Накано.

## Сюжет
В основу сюжета положена расовая дискриминация, но уже в обратном порядке. Простой служащий Луис (белый в исполнении Джона Траволты), вдруг по прихоти начальника (афроамериканца Тадеуша Томаса в исполнении Гарри Белафонте), утверждающего, что «белые люди генетически ниже нас», теряет работу. У него есть семья, которую надо кормить, платить за жильё, хоть и в ужасных условиях (своеобразное гетто в урбанистическом городе), так ещё и потеря «последнего куска хлеба». Всё, что ему остаётся — только впасть в отчаяние и захватить босса в заложники с намерением получить за него выкуп.
В конце концов ему удаётся достучаться до совести Томаса, но тот осознаёт свои ошибки слишком поздно.

## В ролях
- Джон Траволта — Луис Пиннок
- Гарри Белафонте — Тадеуш Томас
- Келли Линч — Марша Пиннок
- Маргарет Эйвери — Меган Томас
- Том Бауэр — Стэнли
- Эндрю Лоуренс — Донни Пинокк
- Бампер Робинсон — Мартин
- Том Райт — Лайонел
- Шерил Ли Ральф — Роберта
- Джудит Дрэйк — Дороти

## Слоган
«В мире правды и несправедливости правосудие редко бывает чёрным или белым».

## Критика
Фильм получил отрицательный прием от критиков фильма. На сайте Rotten Tomatoes имеет 24% рейтинг на основе 33 отзывов.
Фильм не был кассово успешным, однако очень маленький бюджет означал, что его потери также были минимальными.